# الأميرة ألكسندرين من بروسيا
الأميرة ألكسندرين من بروسيا (بالألمانية: Alexandrine von Preußen)‏‏ (23 فبراير 1803 في برلين - 21 أبريل 1892 في شفيرين) أرستقراطية من الرايخ الألماني.‏ والدها هو فريدرش فيلهلم الثالث ملك بروسيا.